# Besny-et-Loizy

Besny-et-Loizy este o comună în departamentul Aisne din nordul Franței. În 1 ianuarie 2022 avea o populație de 314 de locuitori.